# Ботьо Савов
Ботьо Савов Стоянов е български писател.

## Биография
Роден е на 28 декември 1881 г. в Стара Загора, в семейството на дребен търговец. Завършва Габровската гимназия, а след това и Педагогическото училище в Казанлък. Пет години е би начален учител – в родния си град и в Бургаски окръг. По-късно завършва право в Софийския университет „Св. Климент Охридски“ (1918), след което работи като чиновник. Известно време е адвокат.
Първите си литературни опити прави още като ученик, а първото му публикувано стихотворение е през 1900 г. във в. „Искра“ (Казанлък). Първата му прозаична публикация е във в. „Огледало“. Публикува в списанията „Наш живот“ и „Наблюдател“, а по-късно и в „Българска мисъл“, „Везни“, „Листопад“, „Людокос“, „Хиперион“, „Хризантеми“, както и във вестниците „Вестник на жената“, „Дума на българските писатели“, „Литературен глас“, „Литературен живот“, „Родно изкуство“.
Един от критиците и теоретиците на българския символизъм. Пише разкази, повести и романи, някои от които социални.
Подкрепя и пропагандира идеята на Л. Н. Толстой за непротивене на злото с насилие.
Умира на 11 март 1959 г. в София.

## Съчинения
- „Бабек“ (повест, 1928, 1935)
- „Върложкия пътник“ (разкази, 1927)
- „Замъкът на леди Фокс“ (роман, 1938)
- „Майка“ (повест, 1923)
- „Неранза“ (1921)
- „Отец Игнатий“ (повест, 1929, 1930)
- „Саули Бенгана“ (роман, 1934)
- „Свети Йоан Рилски. Животописен разказ“ (1936, 1943)
- „Хан Кардам. Животописен разказ“ (1937)
- „Хан Телериг. Животописен разказ“ (1937, 1942)